# ジョニー一族
- メタルギアシリーズ > メタルギアシリーズの登場人物 > ジョニー一族

ジョニー一族 (The Johnny clan) は、コナミ（現、コナミデジタルエンタテインメント）のアクションゲーム、メタルギアシリーズに登場する架空の一族。名前は、メタルギアソリッドのテクスチャーデザインを担当した佐々木英樹の製作チーム内でのニックネーム「ジョニー」に由来している。

## ジョニー佐々木
ジョニー一族はシリーズを通して『メタルギアソリッド』～『メタルギアソリッド4』まで登場しているが、『メタルギアソリッド3』を除いて、すべて同一人物である。ただし、MGS4では声優が異なっている。

### MGS
ジョニー佐々木 (Johnny Sasaki) は『メタルギアソリッド』の舞台であるシャドー・モセス島にて、ハイテク特殊部隊FOXHOUNDとともに蜂起した次世代特殊部隊の隊員として登場。声優は今村直樹。ジョニー佐々木という名前がゲーム内で登場したのは『メタルギアソリッド』の完全版にあたる『インテグラル』からである。胃腸が弱く、下痢が持病になっている。
本作の舞台であるシャドー・モセス島事件では独房の看守を務めるが、捕虜として捕らえていたメリル・シルバーバーグとの乱闘の末に気絶させられ、服と銃を奪われてパンツ一枚（英語版ではモザイク処理の上で全裸）にされて放置されている。これが後に結婚することになるメリルとの、初めての出会いである。下痢はもともとの持病だったが、メリルに服を奪われて気絶している間に体を冷やし、悪化させてしまった。その後、捕虜となったソリッド・スネークの看守も担当している。
名前自体は攻略本の小ネタコーナーに紹介されていたが、ゲーム中に名前が出たのは『インテグラル』が最初である。モデルはテクスチャーデザイン担当スタッフの佐々木英樹。当初の呼び名は「ササヤン」だったが、佐々木本人の希望で「ジョニー」に変更された。映画『ジョニーは戦場へ行った』とかけてゲームへの登場に至る。
ゲーム中盤の拷問イベントで拷問に耐えると、途中ジョニーが腹痛を起こしトイレに行ったスキにベッドの下に隠れるか、ステルス迷彩で身を隠しやって来たオタコンからもらうレーションとケチャップのうちケチャップを使い倒れていると勘違いさせ、牢獄から脱出し看守であるジョニーを殺さず拷問台の付近へ行くと突如ジョニーが腹痛を起こしトイレに駆け込むイベントが発生する。入った後にトイレをノックするとジョニーの悲鳴が流れる。

### MGS2
プラント編にて音声のみの出演をしており、いずれも指向性マイクを特定の方向へ向けないと聴き取れない。経緯は不明だが、シャドー・モセス島事件後、ゴルルコビッチ大佐が率いていた私兵部隊と共にビッグ・シェル占拠事件に参加していた。私兵部隊に対しては「結構、気のいい奴等」と好感を抱いているが、オルガに対しては、どこかメリルに似ているため苦手意識を持っていた。また、大統領警護隊（ハイテク兵）の面々に対しては「ムカつく」と評し、あまり良い印象は持っていない。元はエリートで通っていたがシャドー・モセス島での失敗により落ちぶれたらしい。
シャドー・モセス島で悪化した持病の下痢は改善されず悩みの種となりトイレに急ぐ中、逃亡中のエマ・エメリッヒと遭遇したが、「戦場では可愛いコに近寄るな。そうすれば―下痢に悩まされずにすむ」というシャドーモセスで学んだ教訓を唱え、彼女に逃亡を促した後、腹痛に苦しみながら去って行った。

### MGS4
シャドー・モセス島事件後は傭兵として戦場を転々とし、ビッグ・シェル占拠事件でゴルルコビッチ大佐の部隊に合流するなどの経緯を経て、最終的にメリルを追ってアメリカ軍に復帰し、メリル率いる小隊「ラットパトロール チーム01（RAT PT 01）」に所属していた。
持病の下痢は相変わらずで、戦闘の真っ最中でも症状に悩まされており、ドラム缶内で潜伏中に用を足そうとしていた所を民兵に見つかり、スネークにも見られている。その後も、ビルにしかけられた爆弾解体時において下痢によりズボンを汚しており、メリルに顔をしかめられている。
機械好きで秋葉原に通い詰めている所から「アキバ」というニックネームを与えられている。声優は福山潤に変更された。
「俺はこの道10年のベテランだ！」と自称するが、ホールドアップしたスネークに銃の安全装置を外し忘れていると騙されたり、双眼鏡の反射光を敵に気取られるなど、戦闘では度々仲間の足を引っ張っている。しかし、陣地にしていた廃墟を地雷で防御したり、潜水しているアウターヘイブンが再浮上する時間を瞬時に計算するなど、データ分析と罠設置に関しては高い技能を持つ。メイ・リンの尻に触れようとしてメリルに阻止され咎められるシーンもあった。
極度の注射嫌い（針恐怖症）から定期的なナノマシンの補充注射を避けていたため、戦場管理システム「SOP」にはウェアラブルコンピュータで擬似的にログインしていた。このせいで体調管理や味方との同調といった恩恵を受けられなかったが、敵にSOPを掌握された事による悪影響や、ナノマシンに干渉してくる敵の攻撃を受けずに済んでいる。
序盤では目出し帽とサングラス型モニターを身につけており、顔は判らなかったが、中盤で意識を失ったメリルを助けた時以降はマスクをはずし、下痢の描写はなくなっている。
対物ライフルバレットM82A2による銃撃や、メリルとの連携で活躍を見せた。戦闘の最中に、SOPのシステムを掻い潜ってでもメリルの部隊に入った動機やメリルへの思いの丈を告げる。実はシャドーモセス島の独房で会った時から一目惚れだった事が判明した。戦闘が続く中メリルと将来を誓い合い、最終的にはキャンベル、オタコン、メイ・リン、サニー、ジョナサン、エド（神父代行）、途中から合流したドレビンに見守られる中結婚式を挙げた。

### MGO2
メタルギアオンライン2でも登場しており、SOP(位置情報の相互接続)を使用できない代わりに、敵によるSOP攻撃が効かない特性が再現された。また、中距離での射撃力に優れる反面で、味方を攻撃してしまうと「ジョニーのせいじゃない」と呟いてしゃがみ込んだり、敵を一定数倒すたびに下痢に襲われるなど、デメリットのあるキャラクターに設定されていた。

## ジョニー（ジョニー佐々木の祖父）

### MGS3
ジョニー(Johnny)は『メタルギアソリッド3』及び『メタルギアソリッド ポータブル・オプス+』に登場したキャラクターであり、メタルギアシリーズに登場するジョニー佐々木の祖父。ジョニー佐々木と同じく、彼も下痢が持病。声優は今村直樹。
大要塞グロズニィグラードにある独房の看守を務めるGRUの兵士。冷戦が始まる以前はアメリカに住んでおり、アメリカに妻と息子がいる。捕虜となったネイキッド・スネークに格子越しに食糧を投げ渡していたが、それを3回投げ返され続けると「お前、いい奴だよな」と気を許し、話し相手のスネークもアメリカ人という事もあってか、家族と引き裂かれた身の上話を始め、東西冷戦の現状を憂えていた。しかし家族（特に子供）の話題になると嬉しそうに語り始める。話の途中からは、没収した装備の中からヴォルギンの目を盗んでこっそりくすねた“ある物”を返してくれるなど友好的な態度を見せる。
食い意地が張っていて、食料の盗み食いで懲罰を受けた事があり、グラーニン設計局の科学者からは間抜け呼ばわりされていた。他のGRU兵士と違い、目出し帽と袖の部分に「J」の文字を刺繍している。常に目だし帽をかぶっているが、妻子と一緒に写った写真には不鮮明ながら素顔で映っている。
子孫となる息子は既に生まれているため、彼を殺害してもタイムパラドックスでのゲームオーバーは発生しない。なお、1964年以降の彼のその後は不明。彼の一族は代々長男に「ジョニー」と名付け、彼の息子もジョニーの名を継いでおり、自分も父親も祖父もジョニーの名を継いでいる。その話を本人から聞いたスネークが、これを「ジョニー一族」と表現した。
脱獄が見つかると当然戦闘となるが、一人で見張りをしているのにも拘らず無線機を持っていないので増援は呼ぶことはない。

### ポータブル・オプス+
『ポータブル・オプス+』では、条件を満たせばプレイヤーキャラとして使用可能である。